# 여신전생 페르소나 3
《여신전생 페르소나 3》(일본어: ペルソナ3)는 페르소나 RPG 시리즈의 3번째 버전이다. 아틀라스가 제작,유통을 하였으며 플레이스테이션 2 폴렛폼 용으로 출시되었다. 페르소나 3는 일본에 2006년 7월 13일에 발매되었다. 그 후 북미와 유럽과 한국에도 출시되었다. 페르소나 3 제작진들이 대한민국 언어 현지화에 특별한 관심이 있었다고 한다.
2009년 11월 1일에 플레이스테이션 포터블에 이식한 페르소나 3 포터블이 일본에서 발매되었고, 한국에서는 2010년 2월 12일에 출시되었다.
게임의 주인공은 사립 월광관 학원 고등부에 갓 전학 온 남자 고교생이며 전학온지 얼마 지나지 않아 S.E.E.S.(the Specialized Extracurricular Execution Squad:쉐도 타임의 활동할 수 있는 사람들을 모아 서로 도우며 싸우기 위해 설립된 위원회)라는 동호회에 가입하게 된다. 신기한 점은 페르소나를 부르기 위해 총 모양의 소환기를 사용한다는 점이다. 또 한 가지 주목할 만한 점은 페르소나를 더욱 강하게 만들기 위해 학교에서 친구를 사귀는 등의 사회적 활동을 해야 한다는 것이다.

## 개요
페르소나 3는 학교와 도시를 무대로「페르소나」라고 불리는 특수한 능력을 사용하는 소년, 소녀들을 주인공으로 한 RPG 게임이다. 제목 그대로 페르소나 시리즈의 세 번째 작품이지만「페르소나 2 ~벌~」로 완결된 종전의 시리즈까지의 세계관, 등장 인물, 시스템 등을 변경하여, 낮에는 학교생활을 하고, 밤에는 동료들과 함께 「섀도우타임」에 출현하는 「섀도우」라고 불리는 수수께끼의 괴물과 싸워 나가는 새로운 이야기로 진행된다. 전작에서는 단 하나의 페르소나를 성장시킬 수 있었으나, 본작에서는 페르소나끼리 합체시켜 새로운 페르소나를 창조하는 것이 가능해졌다.

## 시스템의 변경점
페르소나

페르소나끼리의 합체가 가능해졌다.「페르소나」,「페르소나 2」에서는 숙련도에 의해 페르소나가 성장했었으나, 본작에서는 파티 캐릭터와 같이 페르소나도 전투로 얻은 경험치로 레벨업한다. 페르소나 합체 후 드물게 「수태」라고 불리는 현상이 발생하는데, 해당 페르소나가 습득 스킬을 모두 기억했을 시에 특정 아이템을 입수할 수 있다. 지금까지의 시리즈에서는 복수의 페르소나를 바꿔가며 사용할 수 있었으나, 본작에서는 페르소나의 복수 소지, 교환은 주인공만이 할 수 있는 특수 능력이되었다. 주인공을 제외한 파티원들은 전용 페르소나 밖에 사용할 수 없기 때문에, 적의 속성을 맞춰 파티 편성을 해야하는 전략도 요구되고 있다. 주인공이 소지중인 페르소나에 따라 특수 합체 스킬인「믹스레이드」를 발동시킬 수도 있다.
전투
전작까지의 적은 「악마」라고 불리는 존재였으나, 본작에서는 「섀도우」라고 불린다. 전투에서 공격 대상을 다운시키면 연속으로 공격할 수 있게 된다. 다운시키려면 적의 약점을 공격 하거나, 물리 공격으로 치명타, 즉 크리티컬 공격을 해야 한다. 이 때문에 적, 아군 모두의 약점이 전투의 중요한 열쇠이다. 적 전원을 다운시키면 총공격을 할 수 있는데, 이는 적 전체에 무조건 큰 데미지를 줄 수 있다(조건에 따라서는 할 수 없는 경우도 있다). 전작까지 존재했던 교섭 시스템이 사라진 대신 셔플타임이 삽입되었다. 전투 종료후 셔플타임이 발생하면, 화면에 표시된 카드중에서 한 장을 선택할 수 있다. 페르소나 카드이면 해당 페르소나를 입수할 수 있으며, wand 카드는 경험치 증가, 컵 카드는 HP회복 혹은 페르소나의 능력치 상승, 검 카드는 무기 입수, 코인 카드는 돈 입수이다. 또한 종종 더블 업 찬스가 발생되기도 한다.
던전
본작에 등장하는 던전은「타르타로스」라고 불리는 거대한 탑뿐이다. 타르타로스는 들어갈 때마다 구조가 바뀌는 랜덤 생성 던전으로, 내부는 몇 개의 에리어로 나뉘어 있다.
날짜
평일은 학교에 가며, 방과 후나 휴일 낮에는 거리를 자유롭게 이동할 수 있다. 일상생활이 상당히 리얼하게 그려지고 있기 때문에 하루 동안에 여러 가지 행동을 하지는 못하고, 통상의 RPG와 같이 던전(타르타로스)과 거리를 자유롭게 왕래할 수 없다. 방과후, 낮, 밤에는 가게에 가거나 커뮤니티 육성을 할 수 있으며, 섀도우타임에는 타르타로스에 갈 수 있다. 대형 섀도우와의 전투나 학교 행사 등, 주요 이벤트가 발생하는 날은 행동이 고정되어 있다.

## 시작 배경
10년 전 부모님을 사고로 잃고 친척 집에서 자라온 주인공은 집안사정으로 인하여 《사립 월광관학원》의 고등부에 편입하게 된다. 그러나 기숙사에 들어간지 얼마 지나지 않아 그는 이형의 괴물 섀도우에게 습격당하면서 감춰져왔던 페르소나 능력을 각성한다.

## 중요어구
섀도우타임
세계에는 1일과 1일 사이에 평범하지 않은 시간대인 〈섀도우타임〉이 존재한다. 섀도우타임은 매일 밤 0시가 되면 오고 잠시 계속되다 지나가는데, 보통 인간은 인식하고 있지 못하기 때문에 섀도우타임은 대부분의 사람들에겐 없는 것과 마찬가지로 누구도 눈치채지 못한다. 하지만 일부 선택된 인간 중에는 이 섀도우타임을 감지하고 자유롭게 활동할 수 있는 자들이 있다.
사립 월광관 고등학교
게임의 무대가 되는 〈사립 월광관 고등학교〉에는 학교 이사장 이쿠츠키 슈지의 관리 하에 페르소나 소환사들을 한 기숙사에 모으는 형식의 특별과외활동부(S.E.E.S.)가 결성되어 있었다. 목적은 섀도우가 주는 피해로부터 사람들을 구하고, 섀도우타임을 없애는 것. 주인공은 그 일원으로서 전투에 참여하게 된다.
페르소나
〈페르소나〉란 사람의 마음 속에 있는 또 하나의 자신, 외부에서 일어나는 사건과 대치했을 때 나타나는 또 하나의 〈인격〉이라고 할 수 있는 존재이다. 〈페르소나 능력〉이란 이를 형태를 갖춘 모습으로 소환하여 실체의 힘을 가진 능력으로 발현하는 것으로서 그 능력을 가진 자를 〈페르소나 소환사〉라고 부른다. 각 페르소나는 고유의 속성과 레벨, 능력을 가지고 있으며 여러 페르소나의 능력을 믹스레이드 하여 제 3의 능력을 구현할 수 있게 할 수 있다. 또한, 페르소나 간의 합체를 통해 상상할 수 없는 조합의 페르소나도 만날 수 있게 된다.

## 등장인물

### 특별 과외 활동부
주인공 (기본이름 없음 / 유키 마코토 (일본어: 結城 理) 극장판 이름 / 아리사토 미나토 (일본어: 有里 湊) 코믹스 이름) / 시오미 사쿠야(일본어: 汐見 朔也) 연극판 이름)/ 초기 페르소나 - 오르페우스 대응 아르카나 - 광대
성우 - 이시다 아키라
사립 월광관 고등학교에 전학 온 고교 2년생 소년. 만월이 뜬 밤에 쉐도에게 습격받은 것을 계기로, 페르소나 능력을 각성하게 된다. 보통 페르소나 구사자는 1인 1체의 페르소나 밖에 사용할 수 없지만 여러 페르소나를 동시에 소지, 자유롭게 페르소나를 바꿔가며 사용할 수 있다. 또한 다른 캐릭터에 비해 여러 종류의 무기를 잘 다룬다(『포터블』에서는 한손검 고정). 파티 편성시 주인공을 제외하고 구성할 수 없으며, 쉐도 토벌 조직 '특별과외활동부'의 전투 현장 리더가 되어 활약한다.
성격은 냉정·침착, 언제나 말이 없고 무표정. 스토리 흐름상 동료들에게 엉뚱한 화풀이를 당하거나 트집잡히는 일이 많다.
타케바 유카리(일본어: 岳羽 ゆかり) / 전용 페르소나 - 이오>이시스 대응 아르카나 - 연인
성우 - 토요구치 메구미
사립 월광관 고등학교 2학년. 주인공의 동급생으로 같은 기숙사에 사는 여자아이. 약간 기가 센 편이지만 밝고 명랑하다. 주인공과 이오리 쥰페이보다 먼저 페르소나 능력을 각성하였다. 소환할 때는 트리거에 엄지를 걸고 이마를 관통하는 자세를 취한다. 외모로 인해 남학생들에게 인기가 많으나 주인공에게 특별한 호의를 가지고 있었던 것 같다. 『페스』에 주인공과 같은 힘을 자각한 아이기스를 질투하는 묘사가 있다. 궁도부에 소속해 있다.
이오리 쥰페이(일본어: 伊織 順平) / 전용 페르소나 - 헤르메스>헤르메스 트리스메기스투스 대응 아르카나 - 마법사
성우 - 토리우미 코스케
사립 월광관 고등학교 2학년. 주인공과 유카리의 동급생. 밝고 제멋대로인 성격의 소년으로, 전학온지 얼마 안되는 주인공에게 상냥하게 얘기해 왔다. 주인공과 거의 같은 시기에 페르소나 능력을 각성, 같은 기숙사에 입료 하게 된다.
동시기에 페르소나 구사자가 된 주인공과 자신의 실력차이에 초조하는 등, 어딘가 달관했는데가 있는 특별 과외 활동부의 멤버중에서는 정신적으로 무른 곳이 눈에 띄지만, 후반으로는 동료들이기 때문에, 그리고 자기 자신을 위해 싸우는 것을 결의해, 인간으로서 크게 성장을 이룬다.
키리죠 미츠루(일본어: 桐条 美鶴) / 전용 페르소나 - 펜테실레이아>아르테미시아 대응 아르카나 - 여황제
성우 - 타나카 리에
사립 월광관 고등학교 3학년. 학교의 기부 단체인 키리조 그룹의 영애. 학생회장이자 특별과외 활동부의 부장을 맡은 재녀로, 시험 성적도 항상 학년 톱을 유지하고 있으며, 남녀불문하고 학교 내에서 높은 지지를 받고 있다. 제일 먼저 페르소나 능력을 각성했으며, 전투 외에도 적을 감지해 낼 수 있다. 하지만 원래 전문으로 하던 것이 아니기 때문에 나름대로 집중력을 필요로 하는 듯 하다. 자신의 용돈으로 마련한 오토바이에는 통신 기기등이 탑재되어 있고, 게임 초반에는 직접 싸우지 않고 파티의 백업을 담당한다.
키리죠 그룹은 일찍이 「여신이문록 페르소나」·「페르소나 2」에 등장한 난죠 그룹에서 분가한 관계이며, 가훈은 「조화를 이룬 둘은, 완전한 하나보다 낫다」이다. 이는 난죠의 가훈으로도 되어 있는 것 같다.
사나다 아키히코(일본어: 真田 明彦) / 전용 페르소나 - 폴리데우케스＞카이사르 대응 아르카나 - 황제
성우 - 미도리카와 히카루
사립 월광관 고등학교 3학년. 복싱부 주장. 훈련 감각으로 쉐도를 토벌하고 있다. 얼핏 보기에 냉정 침착한 인상을 받기 쉽지만, 야심과 정열을 몰래 간직한 소년. 왼손잡이이며 피스톨 모양인 소환기도 왼손으로 쓰고있지만, 어째서인지 홀스터는 오른손잡이 용이다. 글로브를 끼고 있어도 소환기를 제대로 다룰 수 있고, 고개를 숙이고 총구를 위로 향해 이마에 대는 자세를 취한다.
철이 들기 전에 부모님을 잃고 여동생·미키와 함께 고아원에서 살았지만, 입양되기 직전에 발생한 화재로 여동생과 사별. 그녀를 도울 수 없었던 자신의 무력함을 안 뒤 그것이 트라우마가 되어, 그 이후 탐욕적으로 힘을 추구하게 되었다. 복싱도 그러한 연유로 시작하였으며 맨손으로 하는 격투라면 뭐든지 좋았다고 한다.
본작을 원안으로 한 텔레비전 애니메이션 『페르소나 ~트리니티 소울~』에서는 특무기관 경찰로서 칸자토 형제와 얽히게 된다.
야마기시 후카(일본어: 山岸 風花) / 전용 페르소나 - 루키아＞유노 대응 아르카나 - 여법황
성우 - 노토 마미코
사립 월광관 고등학교 2학년. 주인공의 동급생. E반이며 문화부 소속(주인공 소속에 따라 달라짐). 매사에 소극적인 성격으로, 같은 반 여자아이에게 왕따를 당하고 있었다. 사건을 계기로 특별과외 활동부에 입부. 직접 전투에 참여하지는 않지만, 정보 수집에 특화된 페르소나를 가지고 있어 전투팀을 지원한다.
요리가 매우 서툴다. 그 솜씨는 가히 파괴적이여서, 드라마 CD에서는 「요리처럼 생긴 병기」라는 평가까지도 받았다. 따라서 그녀와의 커뮤 활동은 요리 특훈 등으로 이루어진다.
과도한 부모님의 기대때문에 점점 우울하게 되었다. 특별과외 활동부에 입부한 것도, 자신만이 할 수 있는 것이 있다는 것을 자각하고 나서이다.
아이기스 (アイギス) / 전용 페르소나 - 팔라디온＞아테나 대응 아르카나 - 전차
성우 - 사카모토 마아야
키리조 그룹에서 쉐도를 제압하기 위해 제작한 비상전투병기. 로봇이지만 자아를 가지고 있어, 페르소나를 소환할 수 있다. 어째서인지 강력하게 주인공 옆에 있고 싶어한다.
코로마루(コロマル 虎狼丸[*]) / 소유 페르소나 - 케르베로스 대응 아르카나 - 힘
나가나키 신사의 신관이 기르고 있는 알비노의 시바견. 사고로 주인을 잃은 후 들개로서 보내고 있었다. 신사에 나타난 쉐도와의 전투로 페르소나 능력을 각성하였다. 아이기스만이 그의 의사를 이해할 수 있다.
그의 이름인 「코로마루(虎狼丸)」란 신주가 「알비노로 몸이 약하기 때문에 적어도 이름만은 강하게 있으면 좋겠다」라고 하는 생각을 담아 붙인 것이다.
아마다 켄(일본어: 天田 乾) / 전용 페르소나 - 네메시스＞칼라네미 대응 아르카나 - 정의
성우 - 오가타 메구미
사립 월광관 초등학교 5학년. 나이와 어울리지 않게 매우 어른스러운 소년. 어릴 적에 부모님이 이혼 한 뒤 어머니와 함께 살고 있었지만 2년 전 사고로 모친을 잃고, 친척의 원조를 받으며 기숙사 생활을 하고 있다. 쉐도 타임에 적성이 있다는 이유로 같은 기숙사에 임시로 들어왔으나, 페르소나의 힘을 각성, 특별과외 활동부에 참가할 것을 지원한다. 무기인 창을 다루는 자세를 볼 때 왼손잡이로 여겨진다.(소환기는 오른손으로 이용하고 있다. 당연히 홀스터도 오른손잡이 용).
아라가키 신지로(일본어: 荒垣真 次郎) / 소유 페르소나 - 카스토르 대응 아르카나 - 법황
성우 - 나카이 카즈야
사립 월광관 고등학교 3학년. 학교에 등교하지 않고 거리를 배회하고 있다. 무뚝뚝하기는 하지만, 본질은 상냥한 소년. 사나다 아키히코의 소꿉 친구이기도 하다.
사나다와 그 여동생·미키와 같은 고아원에서 자란 소꿉 친구. 고아원에 화재가 난 이후, 각각 현재의 양부모에게 입양되었다. 중학생 시절에 페르소나 능력을 각성.
이쿠츠키 슈지(일본어: 幾月 修司)
성우 - 호리 히데유키
사립 월광관 학교 이사장이자, 특별과외 활동부의 고문. 쉐도 타임에 적성은 있지만, 페르소나 능력은 없다. 현명한 어른으로 주인공들에게 여러 가지 조언을 해주기도 하지만, 가끔 하는 썰렁한 아저씨 개그가 옥의 티. 참고로, 주인공을 사립 월광관 고등학교에 전학시킨 장본인이기도 하다.

### 스트레가
인터넷에 복수대행 사이트를 열고 그곳에서 의뢰를 받아, 쉐도타임을 이용해 수행하는 의문의 집단. 그들은 본래 고아로 키리조 연구원에 의해 인공적으로 만들어진 페르소나 구사자. 그들은 주인공들과 달리 〈페르소나를 길들일 수 없기〉때문에 특수한 약으로 페르소나 능력을 제어하고 있다.
타카야(タカヤ) / 소유 페르소나 - 휴프노스 대응 아르카나 - 운명
성우: 칸나 노부토시
스트레가의 리더. 머리가 긴 호리호리한 몸매의 소년. 반라에 문신을 새긴 남다른 외모와 언동에서, 광신적인 분위기를 느낄 수 있다.
다른 페르소나 구사자와 달리, 소환기를 사용하지 않고 페르소나를 소환할 수 있다. 또한, 양팔의 문신은 인공 페르소나 구사자의 실패작들의 몸에 생기는 〈낙인〉이라 불리는 반점을 장식한 것. 후에 〈뉵스교〉라 불리는 컬트 집단의 창시자로서 추대받게 된다.
진(ジン) / 소유 페르소나 - 모로스 대응 아르카나 - 은둔자
성우: 오노사카 마사야
스트레가의 일원. 간사이 방언을 쓰는 소년. 무기 조달과 복수 사이트 운영을 담당하고 있다. 타카야를 신봉하며, 항상 그와 함께 행동한다. 인터넷에서는 유명한 카리스마 닉네임인것 같다.
치도리(チドリ) / 소유 페르소나 - 메디아 대응 아르카나 - 사형수
성우: 사와시로 미유키
스트레가의 일원. 고스로리풍의 하얀 드레스를 입은 아름다운 소녀. 주로 정보 수집을 담당. 시든 꽃을 소생시키는 등, 회복시키는 힘을 가지고 있다. 타카야와 그 사상에 의존하고 있었지만, 준페이와 만나면서 조금씩 변해가, 그에게 마음을 열게 된다.

### 그 외 캐릭터
이고르(イゴール)
성우 - 타노나카 이사무
긴 코와 백발의 노인. 페르소나를 합체할 수 있는 장소인 벨벳룸의 주인. 페르소나에 대한 정보나 시나리오의 진행을 재촉하는 역할을 담당한다.
이번 작으로부터 설정이 크게 변경되어 전작까지의 필레몬에 가까운 입장의 캐릭터가 되고 있다.
엘리자베스(エリザベス)
성우 - 사와시로 미유키
엘리베이터 걸의 모습을 한 벨벳룸의 거주자. 주인공에게 여러 가지를 의뢰하고, 의뢰를 달성하면 거기에 상응하는 보수를 지불한다.
실은 최강 클래스급 페르소나 구사자. 본작에서 플레이어 캐릭터 이외에 페르소나 체인지를 할 수 있는 것은 그녀뿐이다. 그녀의 마지막 의뢰는 그녀를 이기는 것.
『페르소나 4』에서는 등장하지 않지만, 그녀를 대신해 새롭게 등장하는 언니 마가렛이 등장한다. 은폐 보스인 마가렛을 쓰러뜨리면, 엘리자베스가 없어진 이유를 가르쳐 준다.
파를로스(ファルロス)
성우 - 이시다 아키라
쉐도 타임에 종종 주인공의 앞에 나타나는 수수께끼의 소년.
모치즈키 료지(일본어: 望月 綾時)
성우 - 이시다 아키라
가을 무렵 주인공의 클래스로 전학 온 소년. 헌팅을 좋아한다.
키리죠 타케하루(일본어: 桐条 武治)
성우 - 토타니 코우지/마스타니 야스노리
세계 유수의 다국적 기업·키리죠 그룹의 총수이자 미츠루의 부친. 쉐도 타임에 적성은 있지만, 페르소나 능력은 없다. 10년 전 사건을 갚기 위해서, 딸이 입부하고 있는 특별 과외 활동부를 그늘에서 지원한다.
덧붙여 캐릭터 음성을 맡은 토타니 코우지가 죽었기 때문에, 『페스』의 추가 부분은 마스타니 야스노리가 담당하였다.
타케바 에이이치로(일본어: 岳羽 詠一郎)
성우 - 하마노 마사시
유카리의 아버지. 키리죠 그룹의 연구원이었지만, 10년 전에 일어난 「사고」로 인해 일어난 사건때문에 사망. 비디오에 「12개의 대형 쉐도를 쓰러뜨리면 쉐도 타임은 끝난다」고 말을 남겼다.
모라야마 나츠키(일본어: 森山 夏紀)
성우 - 코마츠 유카
후카의 클래스 메이트. 후카를 괴롭히고 있던 그룹 중 한 명이었지만, 타르타로스에서 헤매고 있던 것을 후카가 구해준 뒤, 후카와 친구가 된다.
쿠로사와 순경(일본어: 黒沢 巡査)
성우 - 타나카 히로후미
폴로니안 몰에 있는 파출소의 순경. 일반인이며 그림자 시간에 적성도 없지만, 주인공들에게 장비품을 제공하는 등, 협력해 준다.

## 페르소나 3 페스
《페르소나 3 페스》(PERSONA3 FES)는 《페르소나 3》(이하 P3)의 추가 디스크로〈페스〉는 페스티벌의 약어. P3의 엔딩 후의 이야기를 그린 새로운 시나리오 〈Episode Aegis〉가 수록된 것 외에 본편 시나리오에 여러 가지 요소를 추가, 일부 수정되어 발매되었다. 게임을 시작하면 〈EPISODE Yourself〉〈EPISODE Aegis〉2가지 중 선택이 가능하고 P3의 세이브 데이터의 계승도 일부 가능.
한국에서는 자막이 한글화(음성은 일본어)되어 있으며 P3가 있어야만 쓸 수 있는 어펜드 판과 단독으로 기동이 가능한 통상판의 두가지 형태로 발매되었다.

### Episode Yourself
P3의 본편에 여러 가지 신규 요소가 더해지거나 수정된, 이른바 확장판. P3를 이미 플레이 해 본 사용자는, 뉴 게임을 시작할 때 P3의 세이브 데이터를 로드하여, 페르소나 전서·믹스 레이드·주인공의 파라미터·커뮤 랭크 MAX시에 입수한 아이템을 계승할 수 있다.

#### 추가요소
- 엘리자베스 의뢰 증가
- 아이기스 커뮤 가능
- 하드 모드 추가
- 이벤트 추가
- 무기 합체 시스템 추가
- 페르소나 23종 추가

### Episode Aegis
P3의 최종 결전 이후의 이야기를 다룬 완전히 새로운 후일담. P3 본편에서 메인 캐릭터 중 한 명(중요 인물)이었던 아이기스가 주인공. 캘린더 진행은 없고, 던전도 새로 준비되었다. 회상의 형태로 각 주요 캐릭터의 과거 에피소드를 볼 수 있다. 페르소나 시리즈에서는 처음으로 주인공에게 이벤트 씬으로의 대사가 준비되었다. 독립적으로 스토리가 구성되어 있기 때문에 본편(Episode Yourself)나 P3를 클리어 하지 않아도 플레이 할 수 있지만, 본편의 핵심에 가까운 내용이 포함되어 있기 때문에, 본편을 클리어 한 후에 플레이 하는 것이 좋다. 배틀 난이도는 본편보다 높고, 난이도 선택은 없다.

### 신 캐릭터(페스)
메티스(メティス) / 초기 페르소나 - 프쉬케(성우 - 사이토 치와)
붉은 눈과 검은 몸의 황금빛 도끼를 손에 든 기계 소녀. 스스로 라스트 넘버인 아이기스의 여동생이라 칭한다. 페르소나 소환 능력을 가지고 있고 전투 시에는 붉은 나비의 날개와 같은 바이저를 내린다(삐졌을 때도 얼굴을 가리기 위해서 내린다). 아이같은 성격으로 두고 가거나 동료들 사이에서 소외당하는 것을 굉장히 싫어 한다.

## 페르소나 3 포터블
《페르소나 포터블》(일본어: ペルソナ3 ポータブル,PERSONA3 PORTABLE)은 《페르소나 3》의 PSP판. 약칭은 《P3P》. 〈Episode Yourself〉을 베이스로 하였고 〈Episode Aegis〉는 수록되어 있지 않다.
여자 주인공 추가
주인공을 여자 캐릭터로 플레이 할 수 있게 되었다. 여자 캐릭터를 선택할 경우, 남자 캐릭터를 선택했을 경우와 동료의 관계가 달라진다. 그 외에도 아래와 같은 차이점이 있다.
- 메뉴 화면 색이 파랑에서 핑크로 바뀐다.
- 학교나 전투 BGM이 새로운 것으로 바뀐다.
- 벨벳룸의 안내인을 엘리자베스 혹은 신규 캐릭터·테오도어(성우: 스와베 쥰이치) 둘 중에서 선택할 수 있다.(남자 주인공으로 플레이 할 경우 엘리자베스로 고정)
- 오르페우스의 머리가 자라 여자와 같은 모습으로 변하였다.
- 커뮤가 일부 변경.

난이도 추가
페르소나 3 페스의 〈EASY〉〈NORMAL〉〈HARD〉에 최저 난이도인 〈BEGINNER〉, 최고 난이도인 〈MANIACS〉가 추가되었다.
전투관련
동료에게 직접 지시하거나 동료를 감싸거나 합체 등 페르소나 4에 맞춰 변경되었다.
맵 이동·캐릭터와의 대화 방법 변경
주인공을 조종하여 이동, 캐릭터에게 말을 거는 방법에서, 커서를 이동해 원하는 캐릭터와 대화하는 방법으로 바뀌었다. □ 버튼으로 목적지로 이동할 수 있다.

### 신 캐릭터(포터블)
여성 주인공 (기본이름 없음 / 시오미 코토네(일본어: 汐見 琴音) 연극판 이름))
성우 - 이노우에 마리나
PSP로의 리메이크에 해당해 추가된, 또 한 명의 주인공.
처한 입장이나 상황은 남자 주인공과 거의 같지만, 어두운 과거를 떠맡고 있는 것을 느끼게 하지 않는 밝고 사람과 잘 사귀는 성격. 또한, 동료들의 반응도 약간 부드러워, 모든 의미에서 남자 주인공과 대조적인 캐릭터이다.
테오도어 (テオドア)
성우 - 스와베 쥰이치
벨 보이의 모습을 한 벨벳 룸의 거주자. 온화하고 신사적인 성격의 청년. 애칭은 「테오」. 엘리자베스와 같이, 의뢰나 페르소나 전서의 관리를 맡고 있다.
『페르소나 4』의 마가렛 및 엘리자베스의 남동생으로, 막내 동생에 해당한다.
그도 누나들과 같이 「힘을 맡는 자」이며, 은폐 보스로서 주인공과 싸우게 된다.

### 커뮤니티
각 커뮤니티에 관련된 서브 캐릭터들에게는 게임 본편과는 또 다른 서브 스토리가 존재하는데 이는 커뮤니티 랭크가 오르는 것과 동시에 이야기를 진행시킬 수 있다. 서브 스토리에는 여기저기에 선택사항이 표시되어 있기 때문에 적절한 것을 선택하면 커뮤니티 랭크를 올리기 쉽다. 다만 일부 커뮤 캐릭터는 강제 이벤트에 의해 커뮤니티 랭크가 오른다. 각 커뮤니티를 최고 랭크인 랭크 10까지 올리면 각 커뮤니티별 최강의 페르소나를 만들 수 있게 된다.
본작에서는 연애도 할 수 있는데, 5명의 히로인과 연인 관계가 될 수 있다.
00. 광대
「특별 과외 활동부」의 커뮤니티.
01. 마술사
남성 주인공:클래스 메이트「도모치카 켄지」와의 커뮤니티. 이벤트에서는, 주로 그와 선생님의 연애 모양이 그려진다.
여성 주인공:클래스 메이트·이오리 쥰페이의 커뮤니티. 주인공에 대한 복잡한 마음과 그의 부친에 대한 마음이 그려진다.
02. 여법황
히로인「야마기시 후카」와의 커뮤니티. 후카가 요리에 대해 주인공에게 상담한다.
그녀와 연인 관계가 되면, 어떤 캐릭터와의 대화가 추가된다.
03. 여황제
히로인「키리조 미츠루」와의 커뮤니티. 주로 미츠루의 출생과 과거에 대한 이야기가 주체이다.
04. 황제
선도부원「오다기리 히데토시」와의 커뮤니티. 학생회에 들어간 주인공은 풍기 위원 오다기리와 만난다. 너무 강한 그의 정의감이 새로운 사건을 일으킨다.
05. 법황
헌책방「책벌레」의 노부부와의 커뮤니티. 죽은 아들의 기념품인 감나무가 베여 노부부는 당황한다.
06. 연인
히로인「다케바 유카리」와의 커뮤니티. 복잡한 가정에 대해 유카리가 상담한다.
그녀와 어느 정도 사이가 좋아지면, 종반에 대화가 추가된다.
07. 전차
남성 주인공:운동부 동급생「미야모토 카즈키」와의 커뮤니티. 카즈키는 무릎을 다친 것을 모두에게 숨기고 운동부에 참가하고 있으며, 조카와 주고 받은 약속과 자신의 무릎, 어느 쪽을 선택해야 하는지 상담한다.
여성 주인공:운동부의 동급생·이와사키 리오와의 커뮤니티. 리오는 할 마음이 없는 부원들을 질타 하고, 그것이 원인이 되어 부원들과 대립한다. 리오는 부원들과 사이가 나쁘고, 때때로 주인공과 둘만 부활을 하게 된다. 도중에, 토모치카가 카나에 선생님과 사이좋게 지내고 있는 것을 보고, 질투심이 솟아, 처음으로 토모치카를 좋아하고 있다는 것을 눈치챈다.
08. 정의
남성 주인공:히로인「후시미 치히로」와의 커뮤니티. 치히로로부터 자신의 남성 공포증에 대해 상담받는다.
여성 주인공:초등부의 친구·아마다 켄과의 커뮤니티.
09. 은둔자
남성 주인공:인터넷게임으로 알게 된 「Y양」과의 커뮤니티. 넷 게임을 시작한 주인공은, 넷 동료 Y양과 알게 되어, 실생활의 불만 등을 털어 놓는다. 교류가 진행되는 것에 따라 정체가 판명.
여성 주인공:도서위원회의 동급생·하세가와 사오리와의 커뮤니티. 휴학했기 때문에 3학년보다 연상인 사오리는, 동급생들과 친하게 지내지 못한다.
10. 운명
남성 주인공:문화부 부장「히라가 케이스케」와의 커뮤니티. 문화부에 들어간 주인공은, 마음이 약한 부장·히라가와 만난다. 부모가 정한 룰에 진절머리 나는 히라가의 「자아 찾기」에 어울리게 되는데….
여성 주인공:동급생·모치즈키 료지와의 커뮤니티.
11. 힘
남성 주인공:히로인「니시와키 유이코」와의 커뮤니티. 운동부 매니저 니시와키와 알게 된 주인공은, 아이들의 코치를 부탁받는다.
여성 주인공:S.E.E.S의 동료·고로마루와의 커뮤니티.
12. 사형수
부근에 사는 초등학생 소녀·마이코와의 커뮤니티. 마이코의 부모님은 이혼의 위기에 있어, 어찌할 바를 몰라 주인공에게 상담한다.
13. 사신
이야기의 중요 인물인「파를로스」와의 커뮤니티. 파를로스와의 만남은, 후의 전개에 큰 의미를 갖는다.
14. 절제
동호회 유학생「베베」와의 커뮤니티. 동호회에 든 주인공은, 일본을 좋아하는 유학생·베베와 만난다. 어느날, 그의 숙모가 급사해 그는 모국에 돌아가게 된다.
15. 악마
TV홈쇼핑 회사 사장인 「다나카」와의 커뮤니티.
16. 탑
파계승「무타츠」와의 커뮤니티.
17. 별
남성 주인공:타학교의 에이스이자 라이벌·하야세 마모루와의 커뮤니티. 운동부 대회에서 하야세와 만나, 일가를 지탱하는 그의 모습을 보게 된다.
여성 주인공:상급생·사나다 아키히코와의 커뮤니티.
18. 달
남성 주인공:구르메 킹「스에미츠 노조미」와의 커뮤니티. 자칭 「구르메 킹」스에미츠와 알게 된 주인공. 하지만 그에게는 신흥 종교 관련이 있는 문제가 있었다.
여성 주인공:상급생·아라가키 신지로와의 커뮤니티.
19. 태양
시한부 청년「카미키 아키나리」와의 커뮤니티. 어느날 주인공은, 지병으로 여명기도 없는 청년·카미키와 만난다.
그와의 커뮤를 성립시키려면 , 어떤 이벤트로 아이템을 손에 넣을 필요가 있다.
20. 심판
「멸망을 가져오는 존재(뉵스)」에 대항하기 위해서 결성된 파티원들과의 커뮤니티. 멤버는 광대의 특별 과외 활동부와 같다. 특별 과외 활동부는 최강으로 최후의 적에게 도전한다.
XX 영겁 - FES판에 추가된 아르카나
「페스」로부터 추가된, 소녀형 로봇·아이기스와의 커뮤니티. 주인공과의 하교시에 일어나는 사건으로부터, 아이기스는 인간의 생사와 정에 대해 깊게 생각하게 된다.
21. 우주
이 아르카나에 대응하는 커뮤 캐릭터는 없다. 그 이유는 게임 후반에 밝혀진다.

## 페르소나 3 더 나이트 비포
《페르소나 3 더 나이트 비포》(PERSONA3 THE NIGHT BEFORE)는 플레이스테이션 2 용 소프트 《페르소나 3》의 세계관을 유저에게 알리기 위해 발매 전에 아틀라스에서 서비스했던 무료 온라인 게임. 2006년 6월 1일부터 인터넷 서비스를 개시하여 2008년 2월 25일에 서비스를 종료하였다. 게임 시스템이나 스토리는 본편과 다르나 《페르소나 3》세계를 체험할 수 있다. 매일 밤 꾸는 꿈 속의 세계에서 오리지널 스토리가 진행된다.
플레이어는 포트 아일랜드에 매일 밤 나타나는 미궁의 탑 〈타르타로스〉에 도전하여, 그곳에 있는 적〈쉐도〉를 쓰러뜨리면서 정상을 향해 간다. 게임 중 어떤 행동을 취할 때마다 〈시간〉이 흘러, 게임 속에서 1시간이 경과하면 다음 날까지는 플레이 할 수 없다. 또한 플레이어는 레지스탕스 측, 혹은 쉐도 측 어느 한 진영에 속하여, 〈전쟁〉에 승리하여야 명성이나 돈을 얻을 수 있다.
또한 서비스 종료와 동시에 페르소나 시리즈를 베이스로 한 새로운 인터넷 게임 《페르소나 아인 소프》를 개시하였다. 《페르소나 아인 소프》 또한 무료이다.

### 등장인물
순경 (巡査)
폴로니안 몰(거리)의 타츠미동 파출소의 순경. 랭킹을 보여 주거나 「전쟁」에 참가시켜 준다.
골동품상 점주 (骨董屋店主)
폴로니안 폴의 골동품상의 여자 점주. 무기·방어구·액세서리등의 아이템의 매매를 해 준다.

## 노벨판

### 페르소나3 페스 ~Alternative Heart~
지음：카츠자와 테츠야 일러스트：소에지마 시게노리·매거진스 2008.1.16 발매
《페르소나 3 FES》의 완전 노블라이제이션. 부록은 카드 북.
Epilogue에 사나다 아키히코의 10년 후의 모습이 그려져 있고, 《페르소나 트리니티 소울》로 이야기가 이어진다.

### 페르소나3 노벨 앤솔로지
이치진샤 2007년 6월 25일 초판발행. 전 6권 수록.
특별과외 활동부 보고서
지음:쿠로이 / 일러스트：키리노 아키라
S.E.E.S멤버 시점에서 본 주인공을 그리고 있다.
...I Know
지음：壬生龍 / 일러스트：카와타 유코
아이기스 시점에서 그린 이야기
그 손에 쥐고 있는 것
지음：熱々おでん / 일러스트：浅見百合子
아라가기카 처음으로 S.E.E.S에 가입했을 때의 이야기
꿈의 종말
지음：츠즈키 토모코 / 일러스트：라메
료지가 월광관 고교에 온 뒤부터 12월 31일일까지 그린 이야기.
특별한 과외활동부 G3 회의
지음：nui / 일러스트：후타바 하즈키
키리조, 유카리, 후카가 메인 스토리.
one day
지음：鴇村しほ / 일러스트：키리시마 소우
주인공을 제외한 S.E.E.S 멤버를 그린 작품.

## 코믹판
《전격마왕》에서 2007년 4월호부터 2009년 2월호까지 연재, 이후에는 《전격흑마왕》2009년 5월호부터 연재중.
저자는, 지금 작품이 첫 작품 연재가 되는 소가베 슈지. 게임의 코미컬라이즈에서는, 저자 독자적인 그림이 되어 캐릭터 이미지가 크게 바뀌는 것이 대부분이지만, 본작은 원작에 꽤 충실하다. 스토리는 기본적으로 게임 본편을 따르고 있지만, 착시법적인 연출로 각 씬의 제시 순서를 재구성하고 있다(말하자면 디폴트 스토리에 가깝다). 주인공의 이름은 〈아리사토 미나토〉(有里湊)라는 코믹판 고유의 이름을 쓰고 있다. 이 이름은 아틀라스 스탭에게서 받은 이름 후보 중에서 소가베가 골라 결정되었다.
1. 2007/9/27 발행
2. 2008/1/27 발행
3. 2008/6/27 발행
4. 2008/10/27 발행

## 드라마CD판
2007년 발매작은, 거의 같은 시기에 프론티어 웍스와 란시스 2개사에서 발매되었다.
2008년 발매작은, 프론티어 웍스에서 〈캐릭터 드라마 CD〉라는 이름으로 전 5장 릴리즈.
또 이것들과는 별도로, 코토부키야에서 미니 드라마 CD가 첨부되어 피규어가 2품 발매.
2009년 초에도, 새롭게 2매가 발매되었다.
드라마 CD 페르소나3 Daylight
프론티어 웍스 / 2007년 3월 21일 발매 / 초회 한정판: 출연성우 코멘트
드라마 CD 페르소나3 Moonlight
프론티어 웍스 / 2007년 5월 25일 발매 / 초회 한정판: 출연성우 코멘트
오리지널 드라마 A CERTAIN DAY OF SUMMER
란티스/ 2007년 4월 25일 발매
오리지널 드라마 〈페르소나 3〉vol.1
프론티어 웍스 / 2008년 2월 27일 발매 / 초회 한정판: 출연성우 코멘트
오리지널 드라마 〈페르소나 3〉vol.2
프론티어 웍스 / 2008년 3월 26일 발매 / 초회 한정판: 출연성우 코멘트
오리지널 드라마 〈페르소나 3〉vol.3
프론티어 웍스 / 2008년 4월 23일 발매 / 초회 한정판: 출연성우 코멘트
오리지널 드라마 〈페르소나 3〉vol.4
vol.4에서는 키리죠 미츠루와 타케바 유카리에 초점이 맞춰져 있다.여름방학. 학교에서 담력시험을 치른다는 소문. 그대로 쉐도 타임이 되면 큰일이 벌어진다. 그것을 저지하기 위해서 주인공들은 움직이지 않으면 안되는데...
새롭게 〈오다기리 히데토시〉 〈에도가와〉의 목소리가 추가되었다.(미우라 히로아키·나카오 미치오)
프론티어 웍스 / 2008년 5월 21일 발매 / 초회 한정판: 출연성우 코멘트
오리지널 드라마 〈페르소나 3〉vol.5
프론티어 웍스 / 2008년 6월 25일 발매 / 초회 한정판: 출연성우 코멘트
vol.5에서는 사나다 아키히코와 아라가키 신지로에 초점이 맞춰져 있다.
타르타로스로의 사건을 계기로 싸우는 두사람. 특별과외 활동부가 이 두 사람의 싸움에 휘말려간다.
드라마 CD 페르소나3 NewMoon
프론티어 웍스 / 2009년 1월 23일 발매 / 초회 한정판: 출연성우 코멘트
〈FullMoon〉과 전·후편으로 구성된 전편. 제작에 아틀라스 스탭이 참여한 오피셜 사이드 스토리.
드라마 CD 페르소나3 FullMoon
프론티어 웍스 / 2009년 2월 25일 발매 / 초회 한정판: 출연성우 코멘트
〈NewMoon〉과 전·후편으로 구성된 후편. 제작에 아틀라스 스탭이 참여한 오피셜 사이드 스토리.

## 텔레비전 애니메이션
- 페르소나 트리니티 소울 - 본 작에서 13년 이후의 배경을 다룬 텔레비전 애니메이션

## 주제가
- 《페르소나 3》OP：〈Burn My Dread〉　노래: 카와무라 유미
- 《페르소나 3》ED：〈너의 기억〉 노래：카와무라 유미
- 《페르소나 3 페스》OP：〈P3 Fes〉 노래：카와무라 유미
- 《페르소나 3 페스》ED：〈Brand new days〉 노래：카와무라 유미

## 평가
| 통합 점수      | 통합 점수                        |
| 통합사         | 점수                             |
| -------------- | -------------------------------- |
| 메타크리틱     | 86/100 89/100 (FES) 89/100 (PSP) |
| 평론 점수      |                                  |
| 평론사         | 점수                             |
| 1UP.com        | A- A (FES)                       |
| 패미츠         | 33/40 32/40 (PSP)                |
| 게임 인포머    | 8.5/10 (FES)                     |
| 게임스팟       | 8.5/10 8.5/10 (FES)              |
| 게임스파이     | · (FES)                          |
| 게임스레이더+  | 9/10                             |
| 게임트레일러스 | 9/10                             |
| IGN            | 8.3/10 8.8/10 (FES)              |

| 수상     | 수상                |
| 평론사   | 수상                |
| -------- | ------------------- |
| Famitsu  | RPG of the Year     |
| GameSpot | RPG of the Year     |
| GameSpy  | PS2 RPG of the Year |
| RPGamer  | RPG of the Decade   |
| RPGFan   | RPG of the Year     |